# Richard von Kraewel

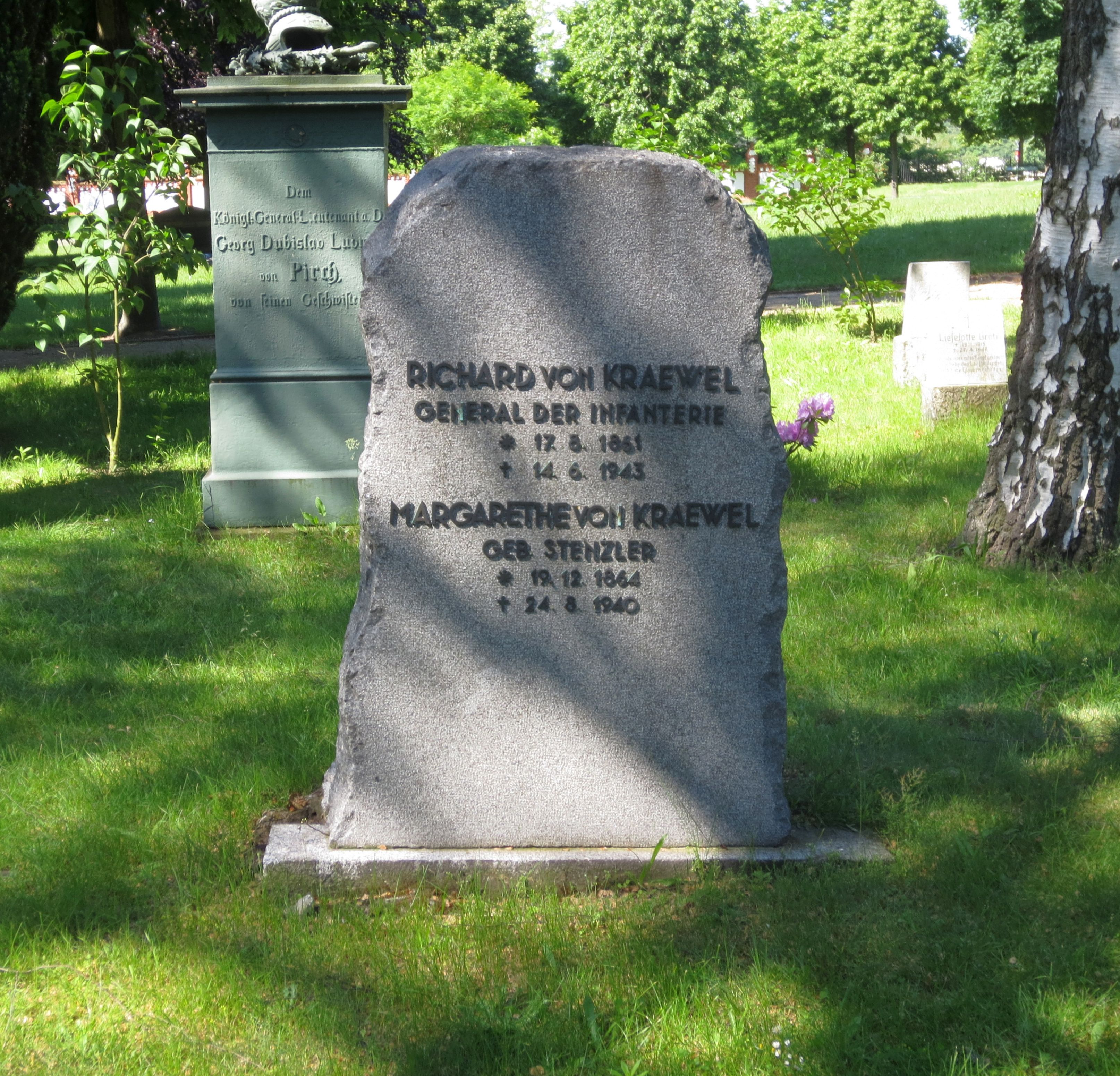
Grab Richard von Kraewel auf dem Berliner Invalidenfriedhof, Feld A

Richard Karl Friedrich Bernhard von Kraewel (* 17. August 1861 in Sagan; † 14. Juni 1943 in Berlin) war ein preußischer General der Infanterie.

## Leben

### Herkunft
Richard war Angehöriger des preußischen Adelsgeschlecht von Kraewel, sowie ein Sohn des späteren preußischen Generalmajors Karl von Kraewel (1814–1891) und dessen Ehefrau Maria,  geborene Gräfin Strachwitz von Groß-Zauche und Camminetz (1826–1907). Der spätere preußische Generalmajor Karl von Kraewel (1858–1921) war sein älterer Bruder.

### Militärkarriere
Kraewel wurde aus dem Kadettenkorps kommend als Portopeefähnrich am 17. April 1880 dem 3. Pommerschen Infanterie-Regiment Nr. 14 der Preußischen Armee in Stralsund überwiesen. Hier versah er seinen Dienst in der 12. Kompanie und wurde am 16. November 1880 zum Sekondeleutnant befördert. Nach kurzzeitiger Kommandierung zum Lehr-Infanterie Bataillon 1883 war er von August 1884 bis Ende November 1886 Adjutant des II. Bataillons. Daran schloss sich bis Ende Juni 1890 seine weitere Ausbildung an der Kriegsakademie an. Zwischenzeitlich am 27. Januar 1889 mit Patent vom 21. September 1889 zum Premierleutnant befördert, wurde Kraewel am 1. April 1890 in das Infanterie-Regiment Nr. 14 nach Graudenz versetzt. Kraewel wurde dann von April 1891 bis März 1893 zur Dienstleistung in den Großen Generalstab kommandiert, anschließend hierher versetzt und am 2. Juni 1893 zum Hauptmann befördert. Am 15. Februar 1898 trat er in den Truppendienst zurück und fungierte bis 19. Juli 1898 als Chef der 4. Kompanie des Füsilier-Regiments „General-Feldmarschall Graf Moltke“ (Schlesisches) Nr. 38. Im Anschluss daran kehrte er in den Großen Generalstab zurück, wurde zum Major befördert und am 22. Juli 1900 nach Württemberg zur Verwendung in den Generalstab der 27. Division kommandiert. Unter Versetzung in den Generalstab des IV. Armee-Korps wurde Kraewel von dieser Stellung enthoben. Ab 22. April 1895 war er wieder im Füsilier-Regiments „General-Feldmarschall Graf Moltke“ (Schlesisches) Nr. 38 tätig. Zunächst als Kommandeur des II. Bataillons und dann im Regimentsstab. Unter gleichzeitiger Versetzung in den Generalstab der Armee wurde Kraewel am 16. Oktober 1906 zum Chef des Generalstabs des II. Armee-Korps ernannt. In dieser Stellung am 27. Januar 1909 zum Oberst befördert, fungierte Kraewel vom 21. Februar 1911 bis 21. April 1912 als Kommandeur des Infanterie-Regiments „von Courbière“ (2. Posensches) Nr. 19 und war dann als Generalmajor Kommandeur der 34. Infanterie-Brigade (Großherzoglich Mecklenburgische) in Schwerin.
Nach Ausbruch des Ersten Weltkriegs führte er seine Brigade im Rahmen der 17. Infanterie-Division an der Westfront. Seine Truppen waren am Vormarsch durch Belgien nach Frankreich beteiligt, griffen in die Schlacht bei St. Quentin ein und kämpften danach in der Schlacht am Ourcq. Am 22. September 1914 übernahm er im Raum westlich von Roye und bei Noyon die 17. Reserve-Division, am 23. November wurde er Chef des Generalstabes beim Kommandierenden im Generalgouvernement Belgien. Am 18. April 1915 wurde er zum Generalleutnant befördert. Am 17. September 1915 wurde er Kommandeur der 101. Infanterie-Division und nahm am Feldzug gegen Serbien teil, am 19. November des gleichen Jahres übernahm er die 105. Infanterie-Division, die neue Stellungen in Makedonien bezog und im folgenden Jahr an die Ostfront an der Strypa verlegte. Am 6. September 1916 übernahm er die 3. Infanterie-Division am Narotsch-See. Am 2. Februar 1917 wurde er Nachfolger von Generalleutnant Viktor Kühne und übernahm das Generalkommando 54 an der Putna, gleichzeitig wurde er zum General der Infanterie befördert. Am 25. Februar 1917 erfolgte seine Ernennung zum Kommandierenden General des in Flandern stehenden IV. Armee-Korps, mit dem er im April 1918 im Rahmen der deutschen Frühjahrsoffensive an der Schlacht an der Lys teilnahm.
Nach dem Waffenstillstand war er noch vom 17. Dezember 1918 bis zum 22. Juni 1919  Kommandierender General des II. Armee-Korps.
Sein Grab befindet sich auf dem Berliner Invalidenfriedhof.

### Familie
Kraewel hatte sich mit Margarethe Stenzler (1864–1940) verheiratet. Aus der Ehe gingen vier Söhne und eine Tochter hervor.